# 905
| 905                |
| ------------------ |
| Dødsfald - Fødsler |
|                    |

| Gregoriansk kalender | 905 CMV                 |
| Ab urbe condita      | 1658                    |
| Armensk kalender     | 354 ԹՎ ՅԾԴ              |
| Kinesiske kalender   | 3601 – 3602 甲子 – 乙丑 |
| Etiopisk kalender    | 897 – 898               |
| Jødisk kalender      | 4665 – 4666             |
| Hindukalendere       |                         |
| - Vikram Samvat      | 960 – 961               |
| - Shaka Samvat       | 827 – 828               |
| - Kali Yuga          | 4006 – 4007             |
| Iransk kalender      | 283 – 284               |
| Islamisk kalender    | 292 – 293               |

Se også 905 (tal)